# Pagyda schaliphora
Pagyda schaliphora là một loài bướm đêm trong họ Crambidae.